# Mikael Ishak
Mikael Ishak (Stoccolma, 31 marzo 1993) è un calciatore svedese, di origini siriane, attaccante del Lech Poznań, di cui è capitano e della nazionale svedese.

## Caratteristiche tecniche
Ishak è una prima punta completa, dotato di un fisico possente e di una buona lettura delle azioni offensive.
Possedendo anche delle buone doti tecniche, in passato, ha ricoperto il ruolo di esterno d'attacco.

## Carriera

### Club

#### Inizi
Ha iniziato la sua carriera da calciatore professionista nel 2010, militando per l'Assyriska, squadra svedese fondata da immigrati assiri. In due anni realizza tredici gol, venendo notato dal Colonia, che dopo un periodo di prova decide di tesserarlo.

#### La prima esperienza tedesca
Esordisce con la nuova maglia il 21 gennaio 2012, giocando come ala destra gli ultimi cinque minuti della gara contro il Wolfsburg. Nelle restanti gare viene schierato da prima punta nel 4-2-3-1 di Solbakken, ma non riesce tuttavia a segnare, concludendo la stagione con la retrocessione in Seconda divisione.
Confermato anche per il 2012-2013, Ishak si alterna fra la prima e la seconda squadra, totalizzando appena dodici presenze e due reti, entrambe nella formazione riserve. Nel mercato invernale passa in prestito al San Gallo, formazione della prima divisione svizzera. Con i biancoverdi si sblocca alla seconda giornata, nel 4-0 interno contro il Lucerna. Oltre a questo, realizzerà soltanto altri due gol in tutta la stagione prima di fare ritorno al Colonia.

#### Parma e Crotone
Il 5 agosto 2013 viene acquistato dal Parma che lo gira, il 21 agosto seguente, in prestito al Crotone in serie B. Esordisce con la nuova maglia il 24 agosto 2013 in Siena-Crotone. Il 24 settembre 2013 segna la prima rete in Italia in casa contro il Modena, chiudendo di fatto la partita (3-1).
Nell'agosto 2014 il Parma lo cede a titolo definitivo al club danese del Randers.

#### Randers e il ritorno in Germania
Qua milita per due stagioni e mezzo mettendo a segno 31 gol in 71 presenze, oltre a debuttare, il 9 luglio 2015, a livello internazionale. Le sue buone prestazioni vengono nuovamente osservate in Germania, e così, il 30 gennaio 2017, si trasferisce nuovamente in Zweite nelle file del Norimberga. Il primo anno non è dei più positivi, con appena sette presenze e nessun gol, ma nel 2017-2018 contribuisce alla promozione di Der Club grazie a dodici reti in ventotto gare giocate.
Realizza il suo primo gol in Bundesliga il 1 settembre 2018 contro il Mainz 05, in un match terminato 1-1. Al termine della stagione realizza quattro reti, che non bastano tuttavia ad evitare l'ultimo posto in classifica. Nel 2019-2020 fatica a ritrovare la stessa regolarità delle due stagioni precedenti, e in tredici gare realizza solamente un gol.

#### L'approdo in Polonia
Il 14 luglio 2020 viene annunciato il suo passaggio ufficiale al Lech Poznań, dove raccoglie la pesante eredità lasciatagli da Christian Gytkjær, ex attaccante dei kolejorz passato al Monza dopo aver realizzato ventiquattro reti in una stagione. L'impatto con la nuova maglia è devastante. Al gol contro lo Zagłębie Lubin al debutto seguono due doppiette: in UEFA Europa League al Valmieras e in campionato allo Slask Wroclaw. Grazie ad esse viene nominato per il premio di miglior giocatore del mese di agosto, premio che tuttavia va allo spagnolo Jesús Jiménez.
Il 30 novembre, grazie ad un calcio di rigore trasformato contro il Lechia Gdańsk, raggiunge i quattordici gol stagionali, battendo il suo record personale di marcature.

Dopo aver concluso la stagione con dodici reti in ventidue gare, Ishak viene confermato al centro del progetto e nominato capitano dei kolejorz. La prima occasione di indossarla avviene il 23 luglio 2021, nel match pareggiato per 0-0 contro il Radomiak Radom. Il 2 maggio 2022 disputa da titolare la finale di Puchar Polski contro il Raków Częstochowa, dove i kolejorz vengono sconfitti per 1-3 dai rossoblu. Pochi giorni più tardi, tuttavia, arriva un grande riscatto, visto che i kolejorz si laureano campioni di Polonia per l'ottava volta nella loro storia.   

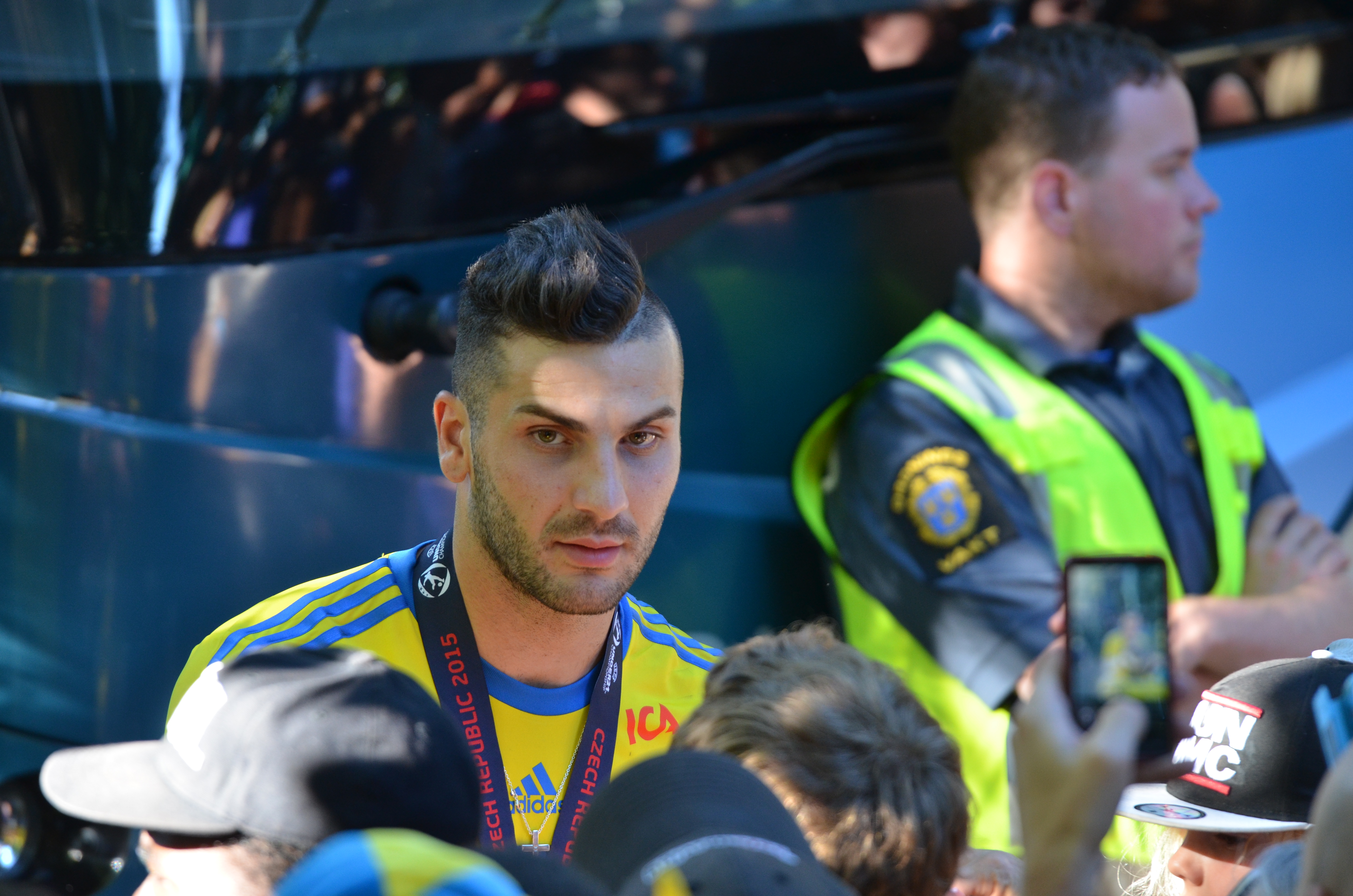
Ishak nel 2015 dopo aver vinto l'Europeo Under-21 con la Svezia.

### Nazionale
Dal 2012 milita nella Nazionale Under-21 di calcio della Svezia, nella quale mette a segno i suoi primi due gol, e di conseguenza anche la sua prima doppietta, nel match di qualificazione all'Europeo di categoria contro Malta del 6 giugno 2012, incontro finito 4-0.
Nel 2015 è nella rosa che vince l'Europeo Under-21 dove colleziona tre presenze.

## Statistiche

### Presenze e reti nei club
Statistiche aggiornate al 19 maggio 2024.
| Stagione           | Squadra            | Campionato         | Campionato | Campionato | Coppe nazionali | Coppe nazionali | Coppe nazionali | Coppe continentali | Coppe continentali | Coppe continentali | Altre coppe | Altre coppe | Altre coppe | Totale | Totale |
| Stagione           | Squadra            | Comp               | Pres       | Reti       | Comp            | Pres            | Reti            | Comp               | Pres               | Reti               | Comp        | Pres        | Reti        | Pres   | Reti   |
| ------------------ | ------------------ | ------------------ | ---------- | ---------- | --------------- | --------------- | --------------- | ------------------ | ------------------ | ------------------ | ----------- | ----------- | ----------- | ------ | ------ |
| 2010               | Assyriska          | S                  | 19         | 4          | CS              | 1               | 0               | -                  | -                  | -                  | -           | -           | -           | 20     | 4      |
| 2011               | Assyriska          | S                  | 28         | 9          | CS              | 1               | 0               | -                  | -                  | -                  | -           | -           | -           | 29     | 9      |
| Totale Assyriska   | Totale Assyriska   | Totale Assyriska   | 47         | 13         |                 | 2               | 0               |                    | -                  | -                  |             | -           | -           | 49     | 13     |
| gen.-giu. 2012     | Colonia            | BL                 | 11         | 0          | CG              | -               | -               | -                  | -                  | -                  | -           | -           | -           | 11     | 0      |
| 2012-gen. 2013     | Colonia            | 2L                 | 7          | 0          | CG              | 1               | 0               | -                  | -                  | -                  | -           | -           | -           | 8      | 0      |
| Totale Colonia     | Totale Colonia     | Totale Colonia     | 18         | 0          |                 | 1               | 0               |                    | -                  | -                  |             | -           | -           | 19     | 0      |
| feb.-giu. 2013     | San Gallo          | SL                 | 13         | 3          | CS              | -               | -               | -                  | -                  | -                  | -           | -           | -           | 13     | 3      |
| 2013-2014          | Crotone            | B                  | 23+1       | 4+0        | CI              | -               | -               | -                  | -                  | -                  | -           | -           | -           | 24     | 4      |
| 2014-2015          | Randers            | SL                 | 26         | 11         | CD              | 3               | 1               | -                  | -                  | -                  | -           | -           | -           | 29     | 12     |
| 2015-2016          | Randers            | SL                 | 28         | 12         | CD              | 1               | 0               | UEL                | 2                  | 1                  | -           | -           | -           | 31     | 13     |
| 2016-gen. 2017     | Randers            | SL                 | 17         | 8          | CD              | 1               | 1               | -                  | -                  | -                  | -           | -           | -           | 18     | 9      |
| Totale Randers     | Totale Randers     | Totale Randers     | 71         | 31         |                 | 5               | 2               |                    | 2                  | 1                  |             | -           | -           | 78     | 34     |
| feb.-mag. 2017     | Norimberga         | 2L                 | 7          | 0          | CG              | -               | -               | -                  | -                  | -                  | -           | -           | -           | 7      | 0      |
| 2017-2018          | Norimberga         | 2L                 | 28         | 12         | CG              | 3               | 1               | -                  | -                  | -                  | -           | -           | -           | 31     | 13     |
| 2018-2019          | Norimberga         | BL                 | 29         | 4          | CG              | 2               | 2               | -                  | -                  | -                  | -           | -           | -           | 31     | 6      |
| 2019-2020          | Norimberga         | 2L                 | 11+2       | 1+0        | CG              | 2               | 0               | -                  | -                  | -                  | -           | -           | -           | 15     | 1      |
| Totale Norimberga  | Totale Norimberga  | Totale Norimberga  | 75+2       | 17+0       |                 | 7               | 3               |                    | -                  | -                  |             | -           | -           | 84     | 20     |
| 2020-2021          | Lech Poznań        | EK                 | 22         | 12         | CP              | 1               | 0               | UEL                | 10                 | 8                  | -           | -           | -           | 33     | 20     |
| 2021-2022          | Lech Poznań        | EK                 | 31         | 18         | CP              | 2               | 0               | -                  | -                  | -                  | -           | -           | -           | 33     | 18     |
| 2022-2023          | Lech Poznań        | EK                 | 23         | 11         | CP              | 1               | 0               | UCL+UECL           | 2+17               | 1+8                | SP          | 0           | 0           | 43     | 20     |
| 2023-2024          | Lech Poznań        | EK                 | 23         | 10         | CP              | 1               | 0               | UECL               | 3                  | 0                  | -           | -           | -           | 27     | 10     |
| Totale Lech Poznań | Totale Lech Poznań | Totale Lech Poznań | 99         | 51         |                 | 5               | 0               |                    | 32                 | 17                 |             | 0           | 0           | 136    | 68     |
| Totale carriera    | Totale carriera    | Totale carriera    | 346+3      | 119+0      |                 | 20              | 5               |                    | 34                 | 18                 |             | 0           | 0           | 403    | 142    |

### Cronologia presenze e reti in nazionale
| Cronologia completa delle presenze e delle reti in nazionale ― Svezia | Cronologia completa delle presenze e delle reti in nazionale ― Svezia | Cronologia completa delle presenze e delle reti in nazionale ― Svezia | Cronologia completa delle presenze e delle reti in nazionale ― Svezia | Cronologia completa delle presenze e delle reti in nazionale ― Svezia | Cronologia completa delle presenze e delle reti in nazionale ― Svezia | Cronologia completa delle presenze e delle reti in nazionale ― Svezia | Cronologia completa delle presenze e delle reti in nazionale ― Svezia |
| Data                                                                  | Città                                                                 | In casa                                                               | Risultato                                                             | Ospiti                                                                | Competizione                                                          | Reti                                                                  | Note                                                                  |
| --------------------------------------------------------------------- | --------------------------------------------------------------------- | --------------------------------------------------------------------- | --------------------------------------------------------------------- | --------------------------------------------------------------------- | --------------------------------------------------------------------- | --------------------------------------------------------------------- | --------------------------------------------------------------------- |
| 15-1-2015                                                             | Abu Dhabi                                                             | Svezia                                                                | 2 – 0                                                                 | Costa d'Avorio                                                        | Amichevole                                                            | -                                                                     | 82’                                                                   |
| 19-1-2015                                                             | Abu Dhabi                                                             | Svezia                                                                | 0 – 1                                                                 | Finlandia                                                             | Amichevole                                                            | -                                                                     | 89’                                                                   |
| 6-1-2016                                                              | Abu Dhabi                                                             | Svezia                                                                | 1 – 1                                                                 | Estonia                                                               | Amichevole                                                            | 1                                                                     | 46’                                                                   |
| 10-1-2016                                                             | Abu Dhabi                                                             | Svezia                                                                | 3 – 0                                                                 | Finlandia                                                             | Amichevole                                                            | -                                                                     | 39’ 62’                                                               |
| 24-9-2022                                                             | Belgrado                                                              | Serbia                                                                | 4 – 1                                                                 | Svezia                                                                | UEFA Nations League 2022-2023 - 1º turno                              | -                                                                     | 64’                                                                   |
| 27-9-2022                                                             | Solna                                                                 | Svezia                                                                | 1 – 1                                                                 | Slovenia                                                              | UEFA Nations League 2022-2023 - 1º turno                              | -                                                                     | 88’                                                                   |
| 16-11-2022                                                            | Girona                                                                | Messico                                                               | 1 – 2                                                                 | Svezia                                                                | Amichevole                                                            | -                                                                     | 68’                                                                   |
| Totale                                                                |                                                                       | Presenze                                                              | 7                                                                     |                                                                       | Reti                                                                  | 1                                                                     |                                                                       |

## Palmarès

### Club

#### Competizioni nazionali
- Campionato polacco: 2

Lech Poznań: 2021-2022, 2024-2025

### Nazionale
- Campionato d'Europa Under-21: 1

2015